# Elecciones estatales de Tamaulipas de 2022
Las elecciones estatales de Tamaulipas de 2022, oficialmente llamadas Proceso Electoral Local 2021-2022, se llevaron a cabo el domingo 5 de junio de 2022 organizadas por el Instituto Electoral de Tamaulipas (IETAM) en coordinación con el Instituto Nacional Electoral (INE). En ellas se renovó el cargo de gobernador de Tamaulipas, titular del poder ejecutivo estatal, electo para un periodo de seis años, no reelegibles en ningún caso. El candidato electo fue Américo Villarreal Anaya.

## Organización

### Partidos políticos
En las elecciones estatales tienen derecho a participar siete partidos políticos con registro nacional: Partido Acción Nacional (PAN), Partido Revolucionario Institucional (PRI), Partido de la Revolución Democrática (PRD), Partido del Trabajo (PT), Partido Verde Ecologista de México (PVEM), Movimiento Ciudadano (MC) y Morena.

### Proceso electoral
La campaña electoral inicia el 3 de abril y se extiende por ocho semanas hasta el 1 de junio. Durante la campaña se realizan dos debates entre los candidatos en el Teatro Amalia González de Ciudad Victoria, el primero el 24 de abril y el segundo el 22 de mayo. La votación se realiza el domingo 5 de junio de 2022, de las 8 de la mañana a las 6 de la tarde. En los comicios tienen derecho a voto 2 737 311 personas.

## Alianzas y candidaturas

### Va por Tamaulipas
El 14 de diciembre el Partido Acción Nacional, el Partido Revolucionario Institucional, y el Partido de la Revolución Democrática, acordaron presentarse en coalición bajo el nombre Va por Tamaulipas. La alianza acordó que la candidatura para la gubernatura fuese designada por el Partido Acción Nacional. Como aspirantes a la postulación se presentaron tres personas: El presidente municipal de Tampico, Jesús Nader; el secretario de gobierno del gobernador Francisco García Cabeza de Vaca, César Verástegui Ostos; y el senador Ismael García Cabeza de Vaca, hermano del gobernador Francisco García Cabeza de Vaca. El 14 de enero de 2022 la coalición designó a César Verástegui como su candidato para la gubernatura.

### Juntos Hacemos Historia
El 9 de noviembre del 2021 los dirigentes de los partidos Movimiento Regeneración Nacional, Partido del Trabajo y el Partido Verde Ecologista de México acordaron competir por candidatura común en las elecciones de Tamaulipas bajo el nombre Juntos Hacemos Historia.
Para la candidatura de la coalición a la gubernatura del estado se registraron 38 aspirantes. Del total de interesados sólo siete fueron contemplados para la encuesta realizada para seleccionar al candidato de la coalición: el senador Américo Villarreal Anaya; la expresidente municipal de Reynosa, Maki Esther Ortiz Domínguez; el coordinador de los programas sociales del gobierno federal, Rodolfo González Valderrama; el presidente municipal de Ciudad Madero, Adrián Oseguera Kernion; la exdiputada federal Olga Patricia Sosa Ruiz; el exdelegado de los programas del gobierno federal en Tamaulipas, José Ramón Gómez Leal; y el funcionario de la Secretaría de Educación Pública, Héctor Garza González. Como resultado del ejercicio demoscópico el senador Américo Villarreal se ubicó como el aspirante mejor posicionado para la candidatura a gobernador, seguido de la expresidente municipal Maki Ortiz Domínguez.
Maki Ortiz impugnó la postulación de Américo Villarreal ante el comité de honor y justicia de Morena, que determinó mantener la nominación de Villarreal. Posteriormente Ortiz trasladó su reclamo al Tribunal Electoral de Tamaulipas, que igualmente ratificó la postulación de Villarreal. En respuesta a la decisión, Ortiz reclamó ante el Tribunal Electoral del Poder Judicial de la Federación (TEPJF) que el tribunal estatal no había escuchado todos sus argumentos antes de tomar una decisión respecto a la candidatura de Morena, y en consecuencia su opinión no podía ser válida por no contar con toda la información. El 16 de marzo de 2022 el TEPJF le dio la razón y le ordenó al Tribunal Electoral de Tamaulipas que vuelva a escuchar los argumentos de Maki Ortiz y decida nuevamente si avala o no la postulación de Américo Villarreal como candidato de Morena.

### Movimiento Ciudadano
En el partido Movimiento Ciudadano, el expresidente municipal de Ciudad Victoria, Arturo Diez Gutiérrez Navarro, se presentó como único aspirante a la candidatura del partido para la candidatura a gobernador.

## Encuestas para la gubernatura

### Por partido político
| Encuestadora          | Fecha                     |        |       |       |        | Otro | Ninguno/No sabe |
| --------------------- | ------------------------- | ------ | ----- | ----- | ------ | ---- | --------------- |
| Encuestadora          | Fecha                     |        |       |       |        | Otro | Ninguno/No sabe |
| TResearch             | 1 de julio del 2021       | 38%    | 5%    | 4%    | 47%    | 1%   | 5%              |
| Campaigns & Elections | 13 de julio del 2021      | 27%    | 9%    | 4%    | 48%    | 12%  | —               |
| Campaigns & Elections | 1 de agosto del 2021      | 25%    | 8%    | 3%    | 46%    | 18%  | —               |
| Campaigns & Elections | 31 de agosto del 2021     | 27%    | 8%    | 3%    | 49%    | 1%   | 12%             |
| Enkoll                | 27 de septiembre del 2021 | 21%    | 8%    | 2%    | 45%    | 5%   | 19%             |
| Factometríca          | 28 de octubre del 2021    | 23%    | 5.4%  | 2.7%  | 49.5%  | 6.4% | 13%             |
| Demoscopia digital    | 1 de noviembre del 2021   | 25.7%  | 4.8%  | 2.7%  | 46.9%  | 8.3% | 11.6%           |
| Campaigns & Elections | 11 de noviembre del 2021  | 23%    | 7%    | 3%    | 48%    | 19%  | —               |
| Campaigns & Elections | 16 de noviembre del 2021  | 26%    | 5%    | 3%    | 45%    | 21%  | —               |
| Heraldo Media Group   | 22 de noviembre del 2021  | 28.24% | 7.61% | 5.26% | 47.17% | —    | 11.73%          |
| Campaigns & Elections | 25 de noviembre del 2021  | 25%    | 8%    | 4%    | 45%    | 18%  | —               |
| Campaigns & Elections | 7 de diciembre del 2021   | 28%    | 6%    | 3%    | 47%    | 16%  | —               |
| Heraldo Media Group   | 13 de diciembre del 2021  | 20.6%  | 6.6%  | 1.7%  | 53.1%  | 4.2% | 13.8%           |
| Demoscopia Digital    | 23 de diciembre del 2021  | 19.8%  | 3.4%  | 2.3%  | 45.3%  | 4.6% | 24.6%           |
| Campaigns & Elections | 5 de enero de 2022        | 24%    | 10%   | 6%    | 39%    | 21%  | —               |
| Campaigns & Elections | 12 de enero de 2022       | 22%    | 11%   | 4%    | 47%    | 16%  | —               |

### Por candidato
| Encuestadora          | Fecha                 | Verástegui | Villarreal | Díez | O/N/NS |
| --------------------- | --------------------- | ---------- | ---------- | ---- | ------ |
| Encuestadora          | Fecha                 |            |            |      | O/N/NS |
| Campaigns & Elections | 12 de enero de 2022   | 25%        | 43%        | 9%   | 23%    |
| Electoralia           | 15 de enero de 2022   | 29%        | 48%        | 5%   | 18%    |
| Massive Caller        | 17 de enero de 2022   | 25.9%      | 45%        | 9%   | 20.1%  |
| Campaigns & Elections | 18 de enero de 2022   | 31%        | 38%        | 10%  | 21%    |
| Massive Caller        | 25 de enero de 2022   | 22.9%      | 46.3%      | 6.8% | 24%    |
| Campaigns & Elections | 26 de enero de 2022   | 30%        | 43%        | 8%   | 19%    |
| Demoscopia Digital    | 31 de enero de 2022   | 28.8%      | 45.6%      | 4.2% | 21.4%  |
| Massive Caller        | 2 de febrero de 2022  | 21.9%      | 48.3%      | 6.6% | 23.2%  |
| Campaigns & Elections | 3 de febrero de 2022  | 28%        | 44%        | 6%   | 22%    |
| El Financiero         | 8 de febrero de 2022  | 36%        | 32%        | 13%  | 19%    |
| Campaigns & Elections | 8 de febrero de 2022  | 29%        | 44%        | 5%   | 22%    |
| Enkoll                | 10 de febrero de 2022 | 32%        | 60%        | 8%   | —      |
| FactoMétrica          | 10 de febrero de 2022 | 33.7%      | 51.3%      | 5.3% | 9.7%   |
| El Heraldo de México  | 14 de febrero de 2022 | 32.7%      | 41.2%      | 5.5% | 20.6%  |
| Demoscopia Digital    | 16 de febrero de 2022 | 30.6%      | 43.1%      | 3.8% | 22.5%  |
| Campaigns & Elections | 16 de febrero de 2022 | 24%        | 45%        | 2%   | 29%    |
| Campaigns & Elections | 23 de febrero de 2022 | 36%        | 46%        | 4%   | 14%    |
| Demoscopia Digital    | 25 de febrero de 2022 | 33.8%      | 42.3%      | 3.3% | 20.6%  |
| Campaigns & Elections | 2 de marzo de 2022    | 33%        | 45%        | 3%   | 19%    |
| Demoscopia Digital    | 7 de marzo de 2022    | 34.5%      | 43.6%      | 3.7% | 18.2%  |
| Campaigns & Elections | 9 de marzo de 2022    | 36%        | 42%        | 4%   | 18%    |
| Enkoll                | 10 de marzo de 2022   | 29%        | 60%        | 11%  | —      |
| El Heraldo de México  | 14 de marzo de 2022   | 31.4%      | 44.8%      | 4.8% | 19.0%  |
| Campaigns & Elections | 15 de marzo de 2022   | 29%        | 45%        | 6%   | 20%    |
| Demoscopia Digital    | 17 de marzo de 2022   | 35.1%      | 42.9%      | 3.2% | 18.8%  |
| Campaigns & Elections | 23 de marzo de 2022   | 30%        | 44%        | 8%   | 18%    |
| Massive Caller        | 25 de marzo de 2022   | 21.4%      | 46.8%      | 4.0% | 27.8%  |
| Demoscopia Digital    | 27 de marzo de 2022   | 34.3%      | 41.4%      | 3.7% | 20.6%  |
| Campaigns & Elections | 30 de marzo de 2022   | 35%        | 49%        | 4%   | 12%    |
| Hora Cero             | 31 de marzo de 2022   | 19.7%      | 52.7%      | 8.7% | 18.9%  |
| Enkoll                | 4 de abril de 2022    | 31%        | 60%        | 9%   | —      |
| El Universal          | 4 de abril de 2022    | 31%        | 60%        | 9%   | —      |
| Demoscopia Digital    | 4 de abril de 2022    | 30.6%      | 44.2%      | 4.8% | 20.4%  |
| Campaigns & Elections | 4 de abril de 2022    | 30%        | 44%        | 3%   | 23%    |
| El Financiero         | 6 de abril de 2022    | 39%        | 50%        | 11%  | —      |
| FactoMétrica          | 15 de abril de 2022   | 37.0%      | 47.9%      | 5.4% | 9.7%   |
| Demoscopia Digital    | 18 de abril de 2022   | 26.5%      | 49.2%      | 5.7% | 18.6%  |
| Campaigns & Elections | 19 de abril de 2022   | 33%        | 49%        | 5%   | 13%    |
| Demoscopia Digital    | 25 de abril de 2022   | 23.9%      | 51.8%      | 8.7% | 15.6%  |
| El Heraldo de México  | 25 de abril de 2022   | 36%        | 49.6%      | 5.6% | 8.8%   |
| Campaigns & Elections | 10 de mayo de 2022    | 34%        | 43%        | 9%   | 14%    |
| Enkoll                | 11 de mayo de 2022    | 33%        | 59%        | 8%   | —      |
| Demoscopia Digital    | 13 de mayo de 2022    | 28.9%      | 51.7%      | 8.1% | 11.3%  |
| Demoscopia Digital    | 26 de mayo de 2022    | 28.2%      | 53.9%      | 5.3% | 12.6%  |
| Hora Cero             | 28 de mayo de 2022    | 25.1%      | 52.6%      | 8.3% | 14%    |
| Enkoll                | 30 de mayo de 2022    | 34%        | 59%        | 7%   | —      |
| El Heraldo de México  | 30 de mayo de 2022    | 32.1%      | 50.8%      | 3.9% | 13.2%  |
| Campaigns & Elections | 31 de mayo de 2022    | 40%        | 44%        | 9%   | 7%     |